# Nancy Cartwright (actrice)
Nancy Campbell Cartwright (Dayton (Ohio), 25 oktober 1957) is een Amerikaans actrice, comédienne en stemactrice.
Ze staat vooral bekend als de stem van Bart in The Simpsons. Voor deze rol ontving ze zowel een Primetime Emmy Award in 1992 als een Annie Award in 1995. Andere personages in deze serie welke zij de stem geeft zijn Nelson Muntz, Ralph Wiggum, Todd Flanders, Kearney en Database. Daarnaast sprak ze de stem in van onder meer Daffney in de De Snorkels, Rufus in Kim Possible en Todd Daring in The Replacements.
Als actrice was Cartwright op het scherm te zien in verschillende films en series. Voorbeelden zijn Cheers en The Fresh Prince of Bel-Air.
- Biblioteca Nacional de España: XX6323888
- Bibliothèque nationale de France: cb14162259t (data)
- Gemeinsame Normdatei: 1225912652
- International Standard Name Identifier: 0000 0001 1559 5623
- Library of Congress Control Number: no98065061
- MusicBrainz: 51b23684-db28-4add-85d0-7af900975bc2
- Nationale bibliotheek van Australië: 40005591
- Nationale Bibliotheek van Israël: 987007377043705171
- Nederlandse Thesaurus van Auteursnamen: 215847369
- Système universitaire de documentation: 175190208
- Trove: 1033035
- Virtual International Authority File: 9461697
- WorldCat: E39PBJm97yGFBPHvYhRg8yK68C